# Sillon lacrymal du maxillaire
Le sillon lacrymal du maxillaire (ou gouttière lacrymale du maxillaire ou gouttière lacrymo-nasale) est un situé sur la face nasale du corps du maxillaire en avant du hiatus maxillaire.

## Description
Le bord lacrymal du corps du maxillaire, dans le prolongement du bord postérieur du processus frontal du maxillaire, forme la lèvre antérieure du sillon qui fait suite à la crête lacrymale antérieure. En bas, elle est relevée par une lamelle osseuse : la crête conchale du corps du maxillaire qui s'articule avec la partie antérieure du bord nasal du cornet nasal inférieur.
La lèvre postérieure borde le hiatus maxillaire.
Les deux lèvres du sillon s’articulent avec la partie inférieure des bords du sillon lacrymal de l’os lacrymal et forment la plus grande partie du canal lacrymo-nasal.
Il permet le passage du conduit lacrymonasal.